# Église de Tikkakoski
L'église de Tikkakoski (en finnois : Tikkakosken kirkko) est une église luthérienne située dans le quartier de Tikkakoski à Jyväskylä en Finlande.